# کایل
کایل (به انگلیسی: Kile) ویرایشگری برای ویرایش کردن کدهای منبع تک و لاتک است. این برنامه که با استفاده از کتابخانه کیوت و برای میزکار کی‌دی‌سی نوشته شده است، قابل اجرا بر روی سیستم‌عامل‌های گوناگونی از جمله لینوکس، مک اواس ده است. کایل کلمه‌ای نروژی به معنای غلغلک دادن یا نجاست است که زبان مادری تعدادی از توسعه‌دهندگان این برنامه است. کایل از قابلیت‌های مختلفی همچون کامپایل کردن و نمایش دادن سند تنها با یک کلیک، تکمیل کردن خودکار دستورهای لاتک، فهرست‌های گرافیکی از نمادها برای درج هرچه ساده‌تر آنها در اسناد، الگوها و ویزارهای جدید برای ایجاد کردن اسناد، یکپارچگی با برنامه BibTeX و ... پشتیبانی می‌کند.